# 消灭法西斯，自由属于人民！

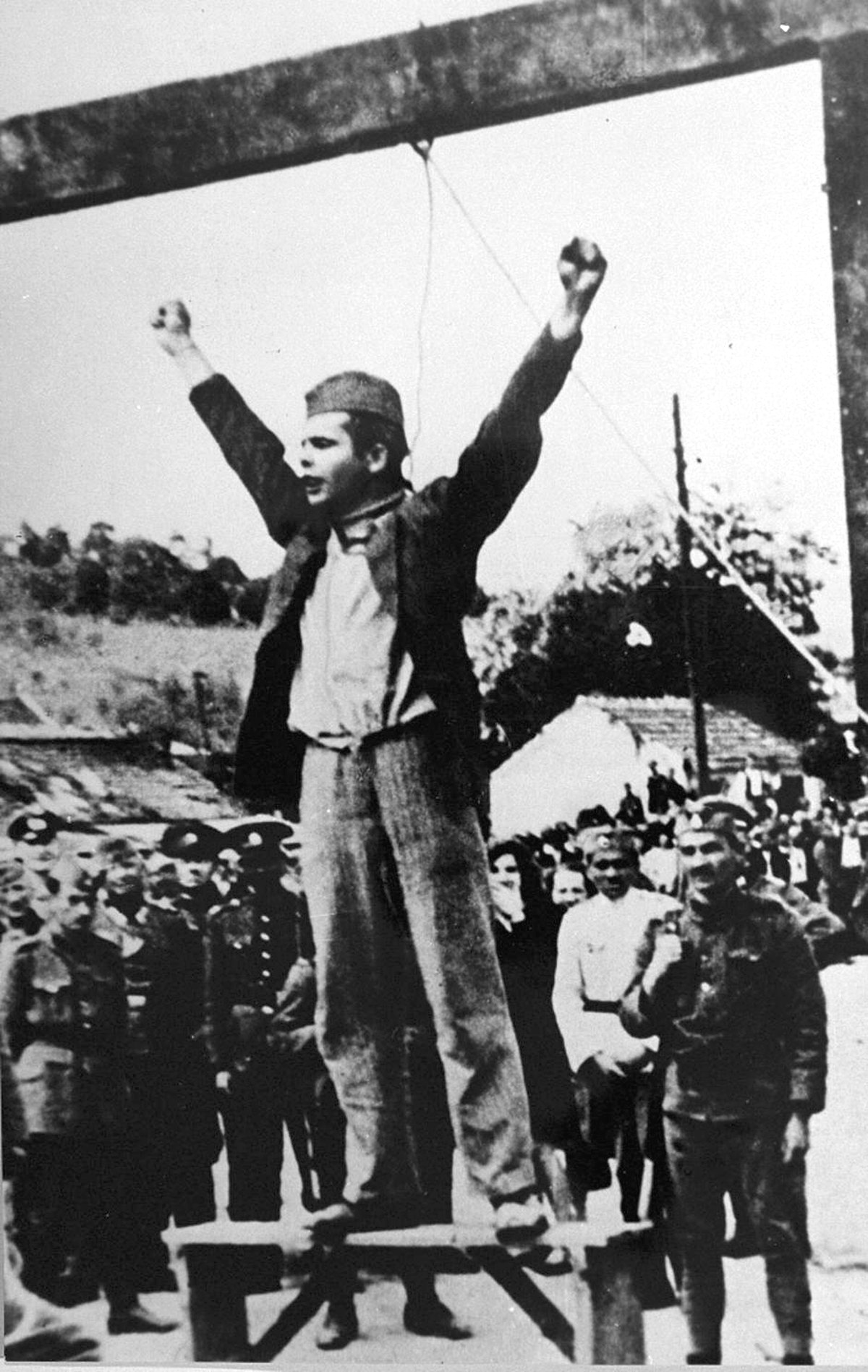
南斯拉夫游击队战士斯捷潘·菲利波维奇在被占领塞爾維亞瓦列沃的德軍士兵处决前高喊“消灭法西斯，自由属于人民！”

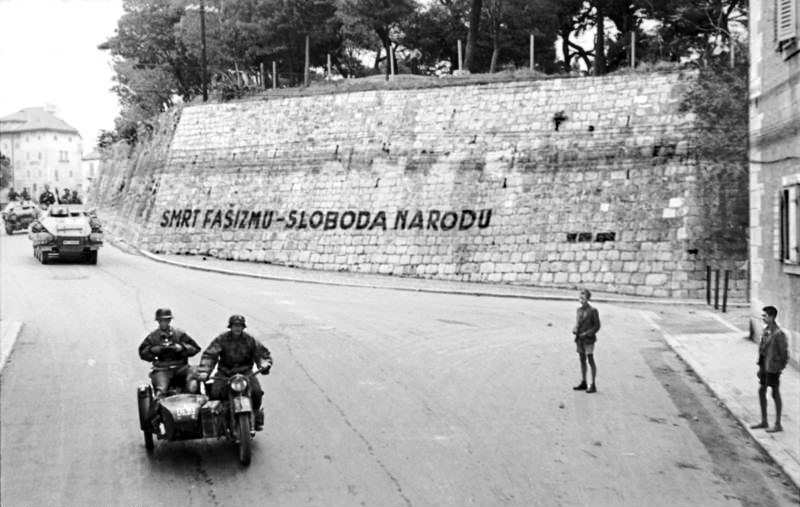
在克罗地亚斯普利特的道边墙上写着的该口号。前景为德军進入佔領已經投降的意大利控制的斯普利特。1943年9月

“消灭法西斯，自由属于人民！”是一个南斯拉夫人民解放军和游击队、南斯拉夫反抗运动，和在战后的南斯拉夫常被引用的格言。这句话也在战时被运动成员用作问候语，通常缩写为“SFSN!”，喊时则配合握拳手势（一人呼“消灭法西斯！”，其余人喊“自由属于人民！”）。

## 历史
该口号在南斯拉夫游击队战士斯捷潘·菲利波维奇牺牲后流行起来。在1941年4月，以納粹德國為首的軸心国入侵南斯拉夫，其國土很快被德國、意大利王國、匈牙利王國及保加利亞王國瓜分，並建立了克羅地亞獨立國及塞爾維亞救國政府等法西斯傀儡政權，自此南斯拉夫各地出現大量的南斯拉夫游击队反抗納粹德國及意大利王國等軸心国的高壓統治。在1942年5月22日，菲利波维奇在被行绞刑前高声谴责纳粹德国和其轴心国盟友是杀人犯，并高喊“消灭法西斯，自由属于人民！”。一个在此时拍下的著名照片在之后被作为一座雕像的原型。
1941年8月版的克罗地亚语日报 Vjesnik，当时游击队抵抗运动的主要媒体，包含了这句口号："Smrt fašizmu, sloboda narodu"
该口号是南斯拉夫共产党1941年时对人民的号召。游击队指挥部在其1941年8月16日的首次公报中使用了这句口号。